# Вулкан Палласа
Вулкан Палласа (Сірахата, Сіронемурі, Кетой-Джима) — активний, складний стратовулкан з кратером на вершині,

розташований у старій кальдері. Розташований на острові Кетой, що входить до складу Середніх Курильських островів. Його займає один з найскладніших вулканічних комплексів на Курилах, до якого входить вулкан Палассова. Адміністративно входить до Сахалінського району Росії, Північно-Курильського міського округу.
Вулкан названий на честь німецького енциклопедиста, географа, натураліста і мандрівника Петера Симона Палласа.

## Опис
Острів Кетой майже ідеально круглий, діаметром близько 10 км. Вулканічний комплекс, який займає його повністю, складається з великої старовинної кальдери і двох вулканічних конусів. Кальдера утворилася в плейстоцені, має діаметр 5 км і відкрита на північний схід. У східній частині комплексу розташовується вибуховий кратер, наповнений прісноводним Малахітовим озером шириною 1,5 км.
Молодший конус належить до стратовулкану Кетоі, що займає північно-західну частину острова. Його висота — 1172 м, а його вершина є найвищою точкою на острові. На його схилах, порізаних горст — грабеновими спорудами, розташовані два сольфатарні поля.
Вулкан Палласа відноситься до типу Сома-Везувій. Це шаруватий андезитовий конус, що піднімається на 2,8 км від вулкана Кетой і розташований у північно-східній частині кальдери. Його висота становить 990 м (за іншими даними 1002 м), а вершина закінчується кратером діаметром 550 м. Його заповнює озеро Глазок, води якого бірюзові. за рахунок розчинених у ньому хімічних елементів. Його глибина понад 50 м. У центрі височіє крутий лавовий купол висотою 300 м. На південно-східному схилі вулкана добре видно сліди лавових потоків, які спускаються майже на 5 км до берега. Вулканічний масив складається з різноманітних порід, серед яких переважають базальти.

## Активність
Найсильнішим його виверженням вважається перше історичне виверження вулкана ПалаСС. Відзначався в 1843—1846 рр.
- 1843 — Індекс вулканічної експлозивності 2.
- 1924 — виверження з ІВЕ = 2.[1]
- 1960 — виверження з ІВЕ = 2.[1]
- 1981 рік — у грудні на північному схилі спостерігається підвищена фумаролна активність.[1]
- 1987 рік — У квітні на північному схилі спостерігалася помірна фумаролна активність.[1]
- 1989 р. — 14 січня під час польоту над островом на північному схилі вулкана і на східній околиці кальдери спостерігалися високоактивні фумаоли.[1]
- 2010 — з 5 по 11 травня супутник виявив підвищену активність фумарол.[1]
- 2013 р. — З 16 по 22 січня кратер викидає низькі викиди газів і пари. У липні спостерігаються теплові аномалії і знову виділяються гази і пари, які поширюються на 100 км у північно-західному напрямку. 27 липня за 45 км на південний-південний схід була знесена легка хмара попелу. 9 серпня вийшов новий струмінь газу і пари. Теплові аномалії тривають до 1 вересня.[1]
- 2014 рік — при спостереженні з корабля, що проходить повз, були помічені слабкі газові струмені з фумарол у кальдери.[1]